# Àngel Òdena
Àngel Òdena Rofes (Tarragona, 1968) è un baritono spagnolo.

## Biografia
Nato a Tarragona in Catalogna, è laureato in Geografia e Storia, ma il suo amore per il canto, supportato da studi nel conservatorio della sua città natale, lo ha portato alla carriera di cantante. Ha lavorato con Mercè Obiol e Maria Dolors Aldea, ampliando gli studi posteriormente nell'Accademia Lirica di Mantova, sotto la direzione di Katia Ricciarelli e perfezionandosi con il tenore Eduard Giménez. Debuttò nel 1994 con La bohème nel Teatro Petruzzelli di Bari, cominciando una carriera che abbraccia attualmente più di 50 titoli.

## Repertorio
| Repertorio operistico | Repertorio operistico   | Repertorio operistico |
| Ruolo                 | Titolo                  | Autore                |
| --------------------- | ----------------------- | --------------------- |
| Riccardo              | I puritani              | Bellini               |
| Ernesto               | Il pirata               | Bellini               |
| Escamillo             | Carmen                  | Bizet                 |
| Enrico                | Lucia di Lammermoor     | Donizetti             |
| Belcore               | L'elisir d'amore        | Donizetti             |
| Malatesta             | Don Pasquale            | Donizetti             |
| Nottingham            | Roberto Devereux        | Donizetti             |
| Alonso                | La favorita             | Donizetti             |
| Athandel              | Thaïs                   | Massenet              |
| Guglielmo             | Così fan tutte          | Mozart                |
| Il Conte              | Le nozze di Figaro      | Mozart                |
| Don Giovanni          | Don Giovanni            | Mozart                |
| Sharpless             | Madama Butterfly        | Puccini               |
| Marcello              | La bohème               | Puccini               |
| Lescaut               | Manon Lescaut           | Puccini               |
| Guglielmo             | Le Villi                | Puccini               |
| Figaro                | Il barbiere di Siviglia | Rossini               |
| Dandini               | La Cenerentola          | Rossini               |
| Taddeo                | L'italiana in Algeri    | Rossini               |
| Le grand pretre       | Samson et Dalila        | Saint-Saëns           |
| Don Carlo di Vargas   | La forza del destino    | Verdi                 |
| Nabucco               | Nabucco                 | Verdi                 |
| Rigoletto             | Rigoletto               | Verdi                 |
| Il conte di Luna      | Il trovatore            | Verdi                 |
| Renato                | Un ballo in maschera    | Verdi                 |
| Giorgio Germont       | La traviata             | Verdi                 |
| Macbeth               | Macbeth                 | Verdi                 |
| Amonasro              | Aida                    | Verdi                 |
| Sir John Falstaff     | Falstaff                | Verdi                 |
| Simon Boccanegra      | Simon Boccanegra        | Verdi                 |
| Rodrigo               | Don Carlos              | Verdi                 |
| Herrufer              | Lohengrin               | Wagner                |
| Wolfram               | Tannhäuser              | Wagner                |
| Kurvenal              | Tristan und Isolde      | Wagner                |
| Il conte Gil          | Il segreto di Susanna   | Wolf Ferrari          |
| Silvio Prologo        | Pagliacci               | Leoncavallo           |
| Ezzelino              | Sordello                | Salvador Giner        |

### Zarzuela
- Luisa Fernanda
- Katiuska
- La de Manojo de Mosas
- Pan y toros
- La del Soto del Parral
- La revoltosa

### Opera spagnola
- Merlín
- Margarita la Tornera
- La Dolores
- Atlantida
- Una voce in off
- El gato con botas